# Nowoekonomitschne
Nowoekonomitschne (ukrainisch Новоекономічне; russisch Новоэкономическое Nowoekonomitscheskoje) ist eine Siedlung städtischen Typs in der ukrainischen Oblast Donezk mit 260 Einwohnern (2024).

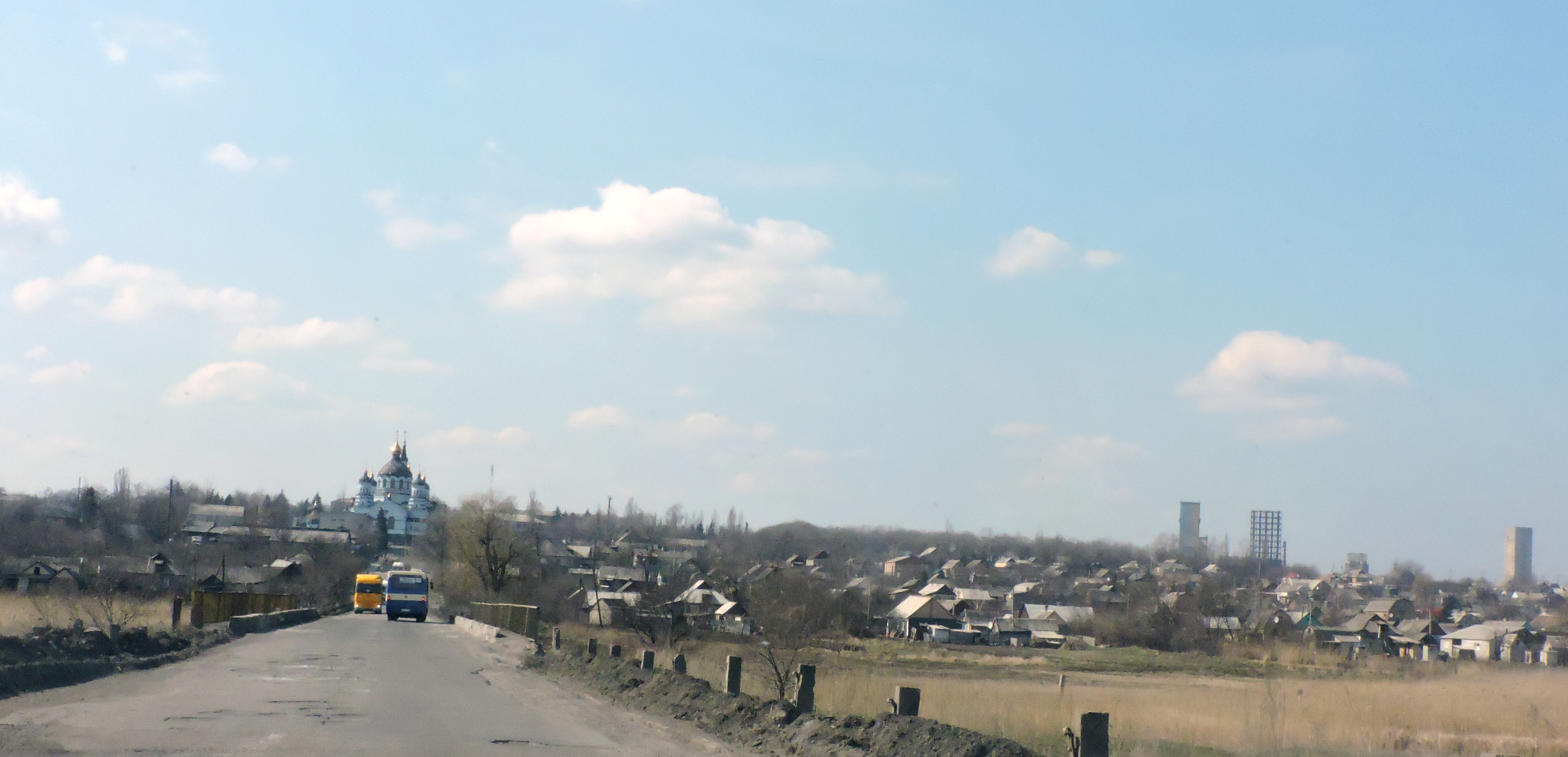
Panorama der Ortschaft

## Geographie

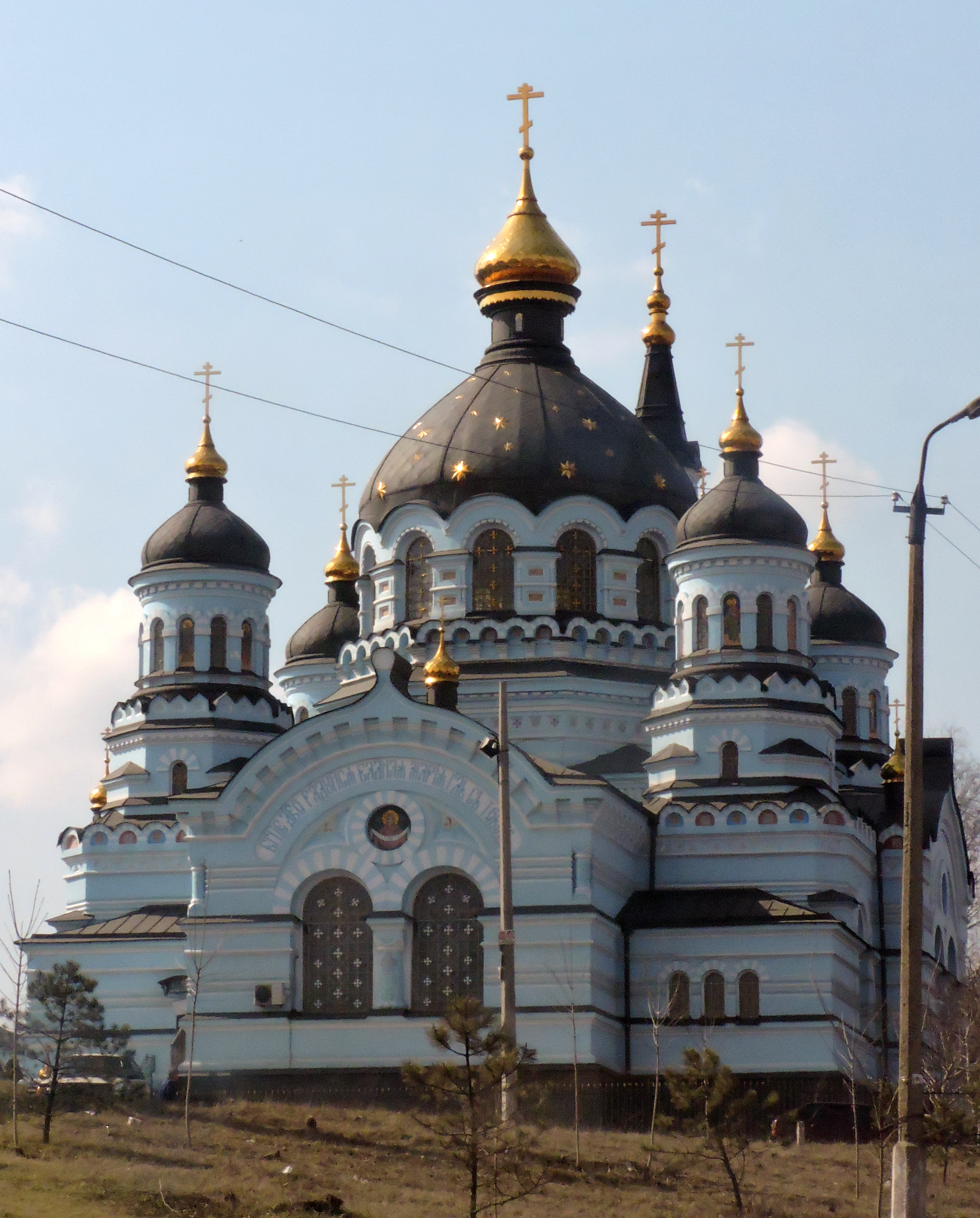
Orthodoxe Kirche der Geburt der seligen Jungfrau aus dem Jahre 1801

Nowoekonomitschne ist ein Nachbarort von Myrnohrad und liegt am Ufer des Kasennyj Torez, einem rechten Nebenfluss des Siwerskyj Donez, 62 km nordwestlich vom Oblastzentrum Donezk und 14 km nordöstlich vom Rajonzentrum Pokrowsk. Durch die Ortschaft verläuft die Territorialstraße T–05–04.

## Geschichte
Der erste Name der Ortschaft war Derewnja Nowaja (Деревня Новая). Seit dem Bau der Kirche der Geburt der seligen Jungfrau Maria im Jahr 1801 wurde das Dorf Nowym (Новым) genannt und seit 1859 trägt die Ortschaft ihren heutigen Namen. Aufgrund vorhandener Kohlevorkommen und der Nähe zur heutigen Bahnstation Krasnoarmijsk begann im Jahre 1911 der Abbau von Kohle. Seit 1956 besitzt die Ortschaft den Status einer Siedlung städtischen Typs.
Am 12. Juni 2020 wurde die Siedlung ein Teil der neugegründeten Siedlungsgemeinde Hrodiwka, bis dahin bildete sie zusammen mit den Dörfern Balahan (Балаган), Fedoriwka (Федорівка), Mykolajiwka (Миколаївка), Mychajliwka (Михайлівка) und Rasine (Разіне) die gleichnamige Siedlungratsgemeinde Nowoekonomitschne (Новоекономічна селищна рада/Nowoekonomitschna selyschtschna rada) im Nordosten des Rajons Pokrowsk.

## Söhne und Töchter der Ortschaft
- Nikolai Fomin (* 1937), Chefingenieur des Kernkraftwerkes Tschernobyl